# 平福乡 (藤县)
平福乡，是中华人民共和国广西壮族自治区梧州市藤县下辖的一个乡镇级行政单位。

## 行政区划
平福乡下辖以下地区：
平福社区、平福村、定安村、巷逢村、留利村、社平村、思园村、仁厚村、民安村、寻村、莫泗村、中太村、下双村、沙街村和桃花村。